# Famille Doujat
La famille Doujat est une famille de la noblesse française de robe éteinte depuis 2002.

## Origines
Gustave Chaix d'Est-Ange fait débuter la filiation avec messire Jean Doujat, conseiller du roi et avocat du roi au parlement de Paris, décédé en 1527. Il était originaire du Berry selon la tradition.
Certains auteurs situent les origines de la famille Doujat dans le Berry. C'est le cas notamment de François-Alexandre Aubert de La Chenaye-Desbois qui cite les rapports de Nicolas Catherinot. On trouve aussi dans les Dossiers bleus du Cabinet des titres un arbre généalogique de la famille Doujat qui démarre avec Jean Doujat que l'on trouve aussi dans d'autres écrits sous le nom de Jean de Doyat (1445-1498) ou de Doyac. Ce dernier, originaire de Cusset dans le Berry, fut chambellan du roi Louis XI. Il aurait eu un fils prénommé de même, lui-même père de Jean Doujat (~ 1470-1527) qui suit. C'est ce Jean Doujat qui démarre, avec plus de certitudes, la généalogie agnatique donnée par La Chenaye-Desbois. Pour une meilleure lisibilité, ce dernier a divisé la famille en 3 branches raccordées, qui sont présentées ci-après et complétées par des recherches généalogiques dans les archives départementales ou communales concernées.

## Généalogie

### 1rebranche (1470-1753)
Cette branche, que l'on peut qualifier de "parisienne", débute en 1470 et se termine en 1753 ave le décès de Joseph Doujat, seigneur des Arcs et d'Anjou.
- Jean Doujat (~ 1470 † 1527) conseiller du Roi, avocat du Roi au Parlement de Paris
ép. Jacquette Le Voyer
  - Louis Doujat (~ 1495 † 4 novembre 1533), Premier avocat général au Grand Conseil
ép. en mars 1516 Jacqueline Bonin de Courpoys, fille de Pierre Bonin de Courpoys, procureur général du Grand Conseil, et de Jeanne Fumée , fille d’Adam Fumée, Garde des Sceaux et Premier médecin du Roi
    - Jean II Doujat (~ 1520 † 1581), avocat général, Maître des requêtes de la Reine Catherine de Médicis
ép. en 1552  Marie Doe, fille de Robert Doe, conseiller au Grand Conseil, et de Marie Brinon
      - Jean III Doujat (~ 1560 † 15 décembre 1610), conseiller en la Cour des aides et Conseiller au Parlement de Paris
ép. en avril 1594 Françoise de  Heves, fille de Jean de Heves, Secrétaire du Roi et du Parlement
        - Jean IV Doujat (~ 1590 († 3 décembre 1663), conseiller au Parlement de Paris en 1617
ép. en 1620 Anne Leroux (✝ le 23 mai 1658), fille de Pierre Leroux, secrétaire du Roi et seigneur de Baule, et de Marie de Rousseau
          - Jean V Doujat, (~ juillet 1620 † 18 janvier 1710), Conseiller au Parlement de Paris en 1647, puis Doyen de ce parlement
ép. le 27 mai 1649 Catherine Targer, fille de Nicolas Targer, secrétaire du Roi, et de Geneviève Goulas
            - Jean Charles Doujat (1653 † 9 mai 1726), conseiller au Parlement de Metz, conseiller au Grand Conseil, maître des requêtes, intendant de Poitiers, Bordeaux, Maubeuge et Moulins
ép. en juillet 1688 Élisabeth de Rolinde († 9 mai 1719), fille de Marc-Antoine de Rolinde, secrétaire des commandements de Mlle de Montpensier, et de Élisabeth de Bois
            - Catherine Louise Doujat, religieuse à La Ville-l’Évêque
            - Marie Doujat (7 août 1656 † 1er mai 1739), mariée à  Antoine Subtil, auditeur des Comptes
            - Anne Marie Doujat, religieuse à l’Assomption

          - François Doujat († 1698), Maître d'hôtel du roi, seigneur des Arcs et d'Anjou
ép. Madeleine Tiraqueau († 1709), fille de Pierre Tiraqueau, Trésorier de France, seigneur de Saint-Hermant, et d'Edmée de Rubentel
            - Joseph Joachim François Doujat (~ 1672 † 2 février 1753), conseiller au Châtelet, seigneur des Arcs et d'Anjou
            - Marie Françoise  Catherine Doujat, mariée à Jean-Baptiste François Le Boindre, conseiller au Parlement

          - Hélène Doujat († 1709), religieuse à la Congrégation de Notre-Dame
          - Marie Catherine Doujat († février 1698), marquise de Noisy-sur-Oise, mariée le 13 janvier 1643 à René II Charles de Maupeou, président de la 1re chambre des enquêtes

      - Denis Doujat († 1633), avocat général de la Reine Marie de Médicis et de Gaston de France 
ép. Madeleine de La Haye-Vantelet, fille de Hilaire de La Haye-Ventelet, auditeur des comptes, et de Marie Gilles
        - Marie Marthe Doujat, Rrligieuse ursuline
        - Nicolas Doujat, (✝ 1640), conseiller au Parlement de Paris
        - Denis Doujat, († 5 janvier 1667), conseiller en la Chambre des comptes
        - Françoise Doujat († 17 avril 1667), mariée à Omer Talon (1595 † 1652), seigneur de l'Estang, avocat général au Parlement de Paris.
        - Marie Doujat († septembre 1697) mariée à Charles Hervé, doyen du Parlement de Paris
        - Madeleine Doujat(† 1672), religieuse et quatre fois Mère supérieure triennale à l'Assomption
        - Marie Marthe Doujat, religieuse et mère préfète au Grand couvent des Ursulines

      - Mathieu Doujat, jésuite
      - Martin Doujat, jésuite
      - Nicolas Doujat, jésuite
      - Marie Doujat, mariée  à Jacques Poncet, lieutenant au bailliage de Paris.
      - Louise Doujat, mariée à Pierre Paumier, secrétaire du Roi.
      - Jeanne Doujat, mariée à Jacques de Fita, révôt de Melun
      - Louis Doujat, religieux de St-Lucien-de-Beauvois, prieur de Notre-Dame de Taillery

    - Guillaume Doujat (~ 1520 † 1553), auteur de la seconde branche qui suit

### 2debranche (~ 1520 - 1688)
Cette branche est la première des deux branches « toulousaines ». Elle débute en 1520 et se termine en 1688 ave le décès de Jean Doujat, historiographe de Louis XIV, doyen de l'Académie française.
- Guillaume Doujat (~ 1520 † 1553), conseiller au parlement de Toulouse
ép. Catherine d'Eygua († juin 1573 ), fille de Bertrand d'Eygua, avocat général au parlement de Toulouse, et de Catherine de Tournoir
  - Jean Doujat († 2 septembre 1622), avocat au parlement de Toulouse, conseiller au Grand Conseil, Capitoul en 1581
ép. 1) le 9 mai 1574 Madeleine de Durand († 1587), fille de Jean de Durant et Mondette de Caussidères 
ép. 2) Jeanne de Montaut (✝ 1619)
    - 1>Bernard Doujat († 17 septembre 1631), avocat au Parlement et deux fois Capitoul
ép. Jeanne Dejean, fille de Jean Dejean
      - Jean Doujat (1609 † 27 octobre 1688), historiographe de Louis XIV, doyen de l'Académie française
      - Jacques Doujat, avocat au Parlement de Toulouse 
ép. en 1676 Georgette de Fargues, fille d'Arnaud de Fargues, avocat, et de Catherine du Cup
      - Jacques-Firmin Doujat Chanoine de Meaux
      - Jeanne Doujat, mariée à Pierre Delpy, Capitoul en 1683
      - Marie Doujat, religieuse de Sainte-Claire
      - Marie Doujat, mariée à Claude Dalmas

    - 1>Guillaume Doujat († 1649), chanoine de Saint-Félix
    - 1>Madeleine Doujat, mariée à Guillaume de La Rouge
    - 1>Marie Doujat, mariée à Géraud Brunonchon

  - Louis Doujat, prieur de Garcinville
  - Bernard Doujat, (~ 1550 † 1598), auteur de la troisième branche qui suit

### 3ebranche (~ 1550 - 2002)
Cette branche est la seconde des deux branches « toulousaines ». Elle débute en 1550 et se termine en 2002 ave le décès de Jean Doujat (1911-2002), et l'extinction de la famille Doujat
- Bernard Doujat (~ 1550 † 1598), conseiller et doyen du parlement de Toulouse
ép. Marie d'Aussonne († 1620), fille de Jean-Vital d'Aussonne, conseiller au Parlement de Toulouse, et de Catherine Barthélémy
  - Paul-Alexandre Doujat († 24 août 1631), avocat au Parlement de Toulouse
ép. 1) Anne de Platea, fille de Jean de Platea, conseiller au Présidial de Toulouse, et Anne de Babut
    - Pierre Doujat († 1671), avocat au Parlement, et Capitoul
ép.  Bourguine de Baynaguet, fille de Jean de Baynaguet et de Marie Potier de la Terrasse
      - Jean-Vital Doujat, religieux de la Mercy
      - François Joseph Doujat (13 mai 1657) 
ép. le 25 janvier 1673 Jacquette de Burta, fille de Jean de Burta, conseiller au Parlement de Toulouse, et de Jeanne de Borrassol
        - Jean Doujat
        - Henri Doujat
        - Gabriel Bonaventure Doujat (1686 † 13 mai 1747), Conseiller au Parlement de Toulouse de 1707 à 1749, baron d'Empeaux, seigneur de Lambès et du Peyrinier
ép. 1) le 18 janvier 1710 Jeanne Marie du Rieu (14 août 1688 † 7 décembre 1738), fille de Jean du Rieu, Juge-mage et seigneur de Caymar, et d'Angélique de Roux de Monatlègre
ép. 2) le 12 janvier 1740 Claire Lecomte de Noé (30 janvier 1717), fille de Pierre Lecomte de Noé, conseiller au Parlement de Toulouse, avocat général, et de Suzanne de Carrière
          - 1>Jean François Doujat (1711 † 12 septembre 1736), conseiller au Parlement de Toulouse de 1731 à 1736
          - 2>Henri Joseph Doujat (18 juin 1743 † 15 mai 1806), officier au régiment d'Auvergne, baron d'Empeaux
ép. le 3 octobre 1765 Thérèse d'Aignan (18 novembre 1745 † 5 mai 1786), fille de Jean Baptiste d'Aignan, président au Présidial d'Auch, et de Jacquette de Martres
            - Joseph Doujat (21 septembre 1766 † 7 juin 1824), baron d'Empeaux
ép. le 7 décembre 1799 Bernarde de Lasserre (3 avril 1778 † 23 novembre 1865), fille de Jacques de Lasserre et de Marie de Crozailles de Loubens
              - Henri Doujat (12 novembre 1800 † 15 décembre 1876), magistrat, baron d'Empeaux
ép. le 30 août 1831 Marie Dadvisard (15 août 1810 † 1870), fille d'Alexandre Dadvisard, marquis de Talairan, et d'Amable de Sers, descendante de Pierre-Paul Riquet de Bonrepos
              - Léopold Doujat (13 avril 1808 † 13 août 1868)
ép. le 25 janvier 1837 Marie de la Rochelambert (9 novembre 1782), fille de Jean de la Rochelambert et d'Idalie de Ruble
                - Émilie Doujat (7 novembre 1837)
                - Henry Doujat (24 janvier 1840 † 21 mai 1906), baron d'Empeaux
ép. le 24 janvier 1891 Catherine Bertrand (12 septembre 1861 † 19 décembre 1942), fille de Nicolas Bertrand et de Marie Harquevaux
                  - Marie Doujat (16 octobre 1887 † 20 décembre 1902)
                  - Jean Doujat (8 juin 1893 † 10 avril 1898)

                - Prosper Doujat (12 août 1841 † 5 décembre 1909), baron d'Empeaux
ép. Marie d'Aignan (17 juin 1844 † 15 décembre 1896), fille d'Henri d'Aignan, seigneur de Cardenau, garde du corps du Roi, et de'Alix de Cugnac, fille du marquis Robert de Cugnac
                  - Marie Doujat (9 mai 1876 † 11 octobre 1951) mariée le 27 novembre 1900 à Alexis Domenech-Carrière (19 décembre 1875)
                  - Élisabeth Doujat (20 août 1877)
                  - Joseph Doujat (6 juin 1883 † mai 1935), baron d'Empeaux
ép. Élisabeth d'Espouy (13 novembre 1884 † 4 juillet 1930), sœur de Raymond d'Espouy et fille de Fabien d'Espouy et d'Alix de Commarque, elle-même fille du marquis Joseph de Commarque
                    - Jean Doujat (26 août 1911 † 19 janvier 2002), juge, baron d'Empeaux
ép. Gilberte Bousquié (19 mai 1918 † 12 septembre 2012), fille de Joseph Bousquié et Marie Cadilhac

                - Ernest Doujat (15 novembre 1847 † 15 mars 1894)
                - Émilie Doujat (8 mai 1853 † 24 janvier 1866)
                - Thérèse Doujat (25 janvier 1857) mariée à Eugène Liabeuf (17 décembre 1853)

            - Évrard Doujat de Lambes (10 septembre 1769)
            - Rose Doujat (31 janvier 1777 † 18 avril 1859), mariée à Joseph Belvèze (11 septembre 1762 ✝ 30 octobre 1804)
            - Gabrielle Doujat, mariée à Joseph Féraud

          - 2>Julie Doujat (12 août 1745 † 3 janvier 1803), mariée à Urbain de Ségla (9 avril 1737 † 6 juillet 1794), conseiller au Parlement de Toulouse, seigneur de Vernet
          - 2>Suzanne Doujat (1746 † 12 décembre 1752)

        - Marie Paule Doujat
        - Jacquette Doujat

      - François Doujat, capitaine au régiment du Dauphiné
      - Simon Doujat, ecclésiastique

    - Jean Vital Doujat († 1655), capitaine au régiment de Bretagne, tué au siège de Condé

  - Jean Doujat, chanoine théologal de Lille
  - Joseph Doujat, prieur de Noé
  - Gabriel Doujat, religieux dominicain
  - Louise Doujat, mariée à Raymond de Masnau
  - Jeanne Doujat, mariée à Pierre de Viguerie († 1627), conseiller au Parlement de Toulouse
  - Marguerite Doujat, abbesse de Saint-Sernin de Toulouse

### Autre branche (1500-1666)
On trouve dans certains ouvrages, l'existence d'une autre branche (la "quatrième") qui n'est pas répertoriée par La Chenaye-Desbois, mais qui manifestement appartient à la même famille Doujat. En effet son blason est un dérivé du blason principal des Doujat, auquel trois roses ont été ajoutées en chef. Néanmoins le lien formel avec les trois précédentes branches n'est pas encore établi à ce jour. Cette branche est parisienne et comporte de nombreux notaires. Elle débute avec Pierre Doujat et se termine en 1666 au décès de Jacques Doujat.
- Pierre Doujat (~ 1500), notaire au Châtelet
  - Jean Doujat (~ 1530), notaire au Châtelet de 1555 à 1583
ép. Jacqueline Fallaize, fille de Germain Fallaize, auditeur des comptes
    - Pierre Doujat (1573), notaire au Châtelet de 1583 à 1623
ép. Denise Le Camus, fille de Nicolas Le Camus et Marie Le Roy
    - Geneviève Doujat (~ 1580) mariée à Simon II Moufle (✝ 1638), notaire au Châtelet, fils de Simon I Moufle, procureur au Parlement de Paris, et de Marguerite Berruyer
    - Jean Doujat, praticien
    - Jacques Doujat († 1666), conseiller du Roi aux Conseils, quartenier de Paris en 1628, secrétaire du Roi en 1633, échevin à l'hôtel de ville de Paris en 1633[5]
ép. Catherine Simon
      - Angélique Doujat (~ 1633 † 23 mars 1661), mariée à Jacques Ricouart (24 mai 1662 † 18 juillet 1690), conseiller au Parlement de Metz
      - Françoise Doujat (✝ mai 1688), mariée à Jean IV Scarron (✝ 1638), maître d'hôtel chez le Roi, seigneur de Mandiné, cousin de l'écrivain Paul Scarron
      - Catherine Doujat, mariée en 1640 à Henri Le Prince

    - Anne Doujat (1556 † 1598), mariée à Jehan Cadier, notaire au Châtelet
    - Marie Doujat
    - Pierre Doujat, notaire au Châtelet
ép. Catherine Cottignon
      - Catherine Doujat († 1636), religieuse à l'hôtel-Dieu de Bourges
      - Pierre Doujat
      - Marie Doujat
      - Nicolas Doujat
      - Françoise Doujat, religieuse à Nogent-l'Artault
      - Anne  Doujat, mariée à Guillaume Moufle († 1638), fils de Simon II Moufle, notaire au Châtelet,  et de Geneviève Doujat
      - Anne  Doujat, mariée à François Boursin

  - Ambroise  Doujat, mariée à Jehan de Baudequin, puis à Pierre Le Brest

## Personnalités

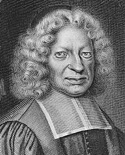
Jean Doujat.

Le personnage le plus illustre de la famille Doujat est Jean Doujat (1609-1688). Né à Toulouse, il devient avocat au parlement de cette même ville puis il exerce au parlement de Paris à partir de 1639. Il est professeur de droit canon au collège royal et docteur-régent à la faculté de droit de Paris. Féru d'histoire, il devient l'historiographe de Louis XIV et enseigne cette matière aux enfants de Louis XIV, notamment au grand dauphin. Il a publié de nombreux ouvrages en français, latin et occitan (son premier ouvrage est un dictionnaire de la langue toulousaine en 1638). Il entre à l'Académie française en 1650 (fauteuil 38) dont il deviendra le Doyen. Il était considéré comme l'un des hommes les plus savants de son époque.
Parmi les nombreux magistrats et avocats de la famille Doujat, les fonctions les plus importantes ont été exercées par :
- Louis Doujat (~ 1495 † 1533), premier avocat général au grand conseil (sous François Ier)
- Jean II Doujat (~ 1520 † 1581), avocat général, maître des requêtes de la reine Catherine de Médicis
- Denis Doujat († 1633), avocat général de la reine Marie de Médicis et de Gaston de France
- Jacques Doujat († 1666), conseiller du roi aux conseils, secrétaire du roi, échevin à l'hôtel de ville de Paris en 1633
- François Doujat († 1698), conseiller du roi et maître d'hôtel du roi (Louis XIV), seigneur des Arcs et d'Anjou, auteur de plusieurs ouvrages[6]
- Jean V Doujat (~  1620 † 1710), doyen du parlement de Paris en 1647
- Jean Charles  Doujat  (1653 ✝ 1726), Conseiller au grand conseil , maître des requêtes, intendant de Poitiers, Bordeaux, Maubeuge et Moulins
- Jean Doujat († 1622), avocat au parlement de Toulouse, conseiller au grand conseil, capitoul en 1581
- Bernard Doujat († 1631), avocat au parlement et 2 fois capitoul
- Pierre Doujat († 1671), avocat au parlement et capitoul

La famille Doujat compte aussi plusieurs officiers tels :
- François Doujat, capitaine au régiment du Dauphiné
- Jean Vital Doujat († 1655), capitaine au régiment de Bretagne, tué au siège de Condé-sur-l'Escaut
- Henri Joseph Doujat (1743 † 1806), Officier au régiment d'Auvergne, baron d'Empeaux

Enfin, cette famille compte de nombreux ecclésiastiques et religieuses ayant exercé les fonctions de chanoine, abbesse, mère préfète, etc.

## Empeaux
Le premier Doujat à porter le titre de baron d'Empeaux est Gabriel Bonaventure Doujat (1686-1747). Empeaux est une commune de Haute-Garonne située à 30 kilomètres à l'ouest de Toulouse. Gabriel Doujat appartient à la 3e branche des Doujat. Comme l'atteste l'acte de ce son second mariage avec Claire Lecomte de Noe en 1740, il possède ce titre à cette date, alors qu'il n'en est pas fait mention dans l'acte de son premier mariage avec Jeanne du Rieu en 1710. Il a donc vraisemblablement acquis ce titre entre 1710 et 1740. La famille Doujat succède à la famille Cathala sur cette baronnie d'Empeaux. Cette baronnie comprend le châteu d'Empeaux et un important domaine de 115 hectares. Ce titre de baron d'Empeaux est associé avec celui de Seigneur de Lambès (hameau de la commune d'Empeaux), de Saiguède (commune à l'est d'Empeaux), du Peyrigué (ancienne commune à l'ouest d'Empeaux, aujourd'hui intégrée dans la commune de Seysses-Savès), ainsi que celui de co-seigneur de La Busquère conjointement avec la famille de Baynaguet (commune de Seysses-Savès à l'ouest d'Empeaux). Puis c'est son fils Henri Joseph Doujat (1747-1806), officier au régiment d'Auvergne qui reprend le château, où il décède le 15 mai 1806. La famille Doujat conservera ce titre de baron d'Empeaux jusqu'à son extinction en 2002, sans toutefois en conserver le château et le domaine.
Huit barons d'Empeaux vont se succéder pendant presque 300 ans. Le dernier est Jean Doujat décédé en 2002 à Boulogne-sur-Gesse.
L'arbre généalogique qui suit, se limite aux personnes qui ont porté le titre de baron et baronne d'Empeaux, ainsi qu'à celles qui les relient. La période pendant laquelle elles ont porté ce titre est indiqué entre parenthèses. Seuls les prénoms usuels sont mentionnés.
|  |  |                                                           |                                                           | Gabriel Bonaventure Doujat (1686-1747) 1er baron d'Empeaux (avant 1740-1747) | Gabriel Bonaventure Doujat (1686-1747) 1er baron d'Empeaux (avant 1740-1747) | Gabriel Bonaventure Doujat (1686-1747) 1er baron d'Empeaux (avant 1740-1747) | Gabriel Bonaventure Doujat (1686-1747) 1er baron d'Empeaux (avant 1740-1747) | Gabriel Bonaventure Doujat (1686-1747) 1er baron d'Empeaux (avant 1740-1747) | Gabriel Bonaventure Doujat (1686-1747) 1er baron d'Empeaux (avant 1740-1747) |                                                                |                                                                | Claire Lecomte de Noe (1717- ) baronne d'Empeaux (1740-1747) | Claire Lecomte de Noe (1717- ) baronne d'Empeaux (1740-1747) | Claire Lecomte de Noe (1717- ) baronne d'Empeaux (1740-1747) | Claire Lecomte de Noe (1717- ) baronne d'Empeaux (1740-1747) | Claire Lecomte de Noe (1717- ) baronne d'Empeaux (1740-1747)   | Claire Lecomte de Noe (1717- ) baronne d'Empeaux (1740-1747)   |                                                                |                                                                |                                                                |                                                                |                                                          |                                                          |                                                          |                                                          |                                                          |                                                          |                                                           |                                                           |                                                           |                                                           |                                                           |                                                           |
|  |  |                                                           |                                                           | Gabriel Bonaventure Doujat (1686-1747) 1er baron d'Empeaux (avant 1740-1747) | Gabriel Bonaventure Doujat (1686-1747) 1er baron d'Empeaux (avant 1740-1747) | Gabriel Bonaventure Doujat (1686-1747) 1er baron d'Empeaux (avant 1740-1747) | Gabriel Bonaventure Doujat (1686-1747) 1er baron d'Empeaux (avant 1740-1747) | Gabriel Bonaventure Doujat (1686-1747) 1er baron d'Empeaux (avant 1740-1747) | Gabriel Bonaventure Doujat (1686-1747) 1er baron d'Empeaux (avant 1740-1747) |                                                                |                                                                | Claire Lecomte de Noe (1717- ) baronne d'Empeaux (1740-1747) | Claire Lecomte de Noe (1717- ) baronne d'Empeaux (1740-1747) | Claire Lecomte de Noe (1717- ) baronne d'Empeaux (1740-1747) | Claire Lecomte de Noe (1717- ) baronne d'Empeaux (1740-1747) | Claire Lecomte de Noe (1717- ) baronne d'Empeaux (1740-1747)   | Claire Lecomte de Noe (1717- ) baronne d'Empeaux (1740-1747)   |                                                                |                                                                |                                                                |                                                                |                                                          |                                                          |                                                          |                                                          |                                                          |                                                          |                                                           |                                                           |                                                           |                                                           |                                                           |                                                           |
|  |  |                                                           |                                                           |                                                                              |                                                                              |                                                                              |                                                                              |                                                                              |                                                                              |                                                                |                                                                |                                                              |                                                              |                                                              |                                                              |                                                                |                                                                |                                                                |                                                                |                                                                |                                                                |                                                          |                                                          |                                                          |                                                          |                                                          |                                                          |                                                           |                                                           |                                                           |                                                           |                                                           |                                                           |
|  |  |                                                           |                                                           |                                                                              |                                                                              | Henri Joseph Doujat (1743-1806) 2d baron d'Empeaux (1747-1806)               | Henri Joseph Doujat (1743-1806) 2d baron d'Empeaux (1747-1806)               | Henri Joseph Doujat (1743-1806) 2d baron d'Empeaux (1747-1806)               | Henri Joseph Doujat (1743-1806) 2d baron d'Empeaux (1747-1806)               | Henri Joseph Doujat (1743-1806) 2d baron d'Empeaux (1747-1806) | Henri Joseph Doujat (1743-1806) 2d baron d'Empeaux (1747-1806) |                                                              |                                                              | Thérèse d'Aignan (1745-1786) baronne d'Empeaux (1765-1786)   | Thérèse d'Aignan (1745-1786) baronne d'Empeaux (1765-1786)   | Thérèse d'Aignan (1745-1786) baronne d'Empeaux (1765-1786)     | Thérèse d'Aignan (1745-1786) baronne d'Empeaux (1765-1786)     | Thérèse d'Aignan (1745-1786) baronne d'Empeaux (1765-1786)     | Thérèse d'Aignan (1745-1786) baronne d'Empeaux (1765-1786)     |                                                                |                                                                |                                                          |                                                          |                                                          |                                                          |                                                          |                                                          |                                                           |                                                           |                                                           |                                                           |                                                           |                                                           |
|  |  |                                                           |                                                           |                                                                              |                                                                              | Henri Joseph Doujat (1743-1806) 2d baron d'Empeaux (1747-1806)               | Henri Joseph Doujat (1743-1806) 2d baron d'Empeaux (1747-1806)               | Henri Joseph Doujat (1743-1806) 2d baron d'Empeaux (1747-1806)               | Henri Joseph Doujat (1743-1806) 2d baron d'Empeaux (1747-1806)               | Henri Joseph Doujat (1743-1806) 2d baron d'Empeaux (1747-1806) | Henri Joseph Doujat (1743-1806) 2d baron d'Empeaux (1747-1806) |                                                              |                                                              | Thérèse d'Aignan (1745-1786) baronne d'Empeaux (1765-1786)   | Thérèse d'Aignan (1745-1786) baronne d'Empeaux (1765-1786)   | Thérèse d'Aignan (1745-1786) baronne d'Empeaux (1765-1786)     | Thérèse d'Aignan (1745-1786) baronne d'Empeaux (1765-1786)     | Thérèse d'Aignan (1745-1786) baronne d'Empeaux (1765-1786)     | Thérèse d'Aignan (1745-1786) baronne d'Empeaux (1765-1786)     |                                                                |                                                                |                                                          |                                                          |                                                          |                                                          |                                                          |                                                          |                                                           |                                                           |                                                           |                                                           |                                                           |                                                           |
|  |  |                                                           |                                                           |                                                                              |                                                                              |                                                                              |                                                                              |                                                                              |                                                                              |                                                                |                                                                |                                                              |                                                              |                                                              |                                                              |                                                                |                                                                |                                                                |                                                                |                                                                |                                                                |                                                          |                                                          |                                                          |                                                          |                                                          |                                                          |                                                           |                                                           |                                                           |                                                           |                                                           |                                                           |
|  |  |                                                           |                                                           |                                                                              |                                                                              |                                                                              |                                                                              | Joseph Doujat (1766-1824) 3e baron d'Empeaux (1806-1824)                     | Joseph Doujat (1766-1824) 3e baron d'Empeaux (1806-1824)                     | Joseph Doujat (1766-1824) 3e baron d'Empeaux (1806-1824)       | Joseph Doujat (1766-1824) 3e baron d'Empeaux (1806-1824)       | Joseph Doujat (1766-1824) 3e baron d'Empeaux (1806-1824)     | Joseph Doujat (1766-1824) 3e baron d'Empeaux (1806-1824)     |                                                              |                                                              | Bernarde de Lasserre (1778-1865) baronne d'Empeaux (1806-1824) | Bernarde de Lasserre (1778-1865) baronne d'Empeaux (1806-1824) | Bernarde de Lasserre (1778-1865) baronne d'Empeaux (1806-1824) | Bernarde de Lasserre (1778-1865) baronne d'Empeaux (1806-1824) | Bernarde de Lasserre (1778-1865) baronne d'Empeaux (1806-1824) | Bernarde de Lasserre (1778-1865) baronne d'Empeaux (1806-1824) |                                                          |                                                          |                                                          |                                                          |                                                          |                                                          |                                                           |                                                           |                                                           |                                                           |                                                           |                                                           |
|  |  |                                                           |                                                           |                                                                              |                                                                              |                                                                              |                                                                              | Joseph Doujat (1766-1824) 3e baron d'Empeaux (1806-1824)                     | Joseph Doujat (1766-1824) 3e baron d'Empeaux (1806-1824)                     | Joseph Doujat (1766-1824) 3e baron d'Empeaux (1806-1824)       | Joseph Doujat (1766-1824) 3e baron d'Empeaux (1806-1824)       | Joseph Doujat (1766-1824) 3e baron d'Empeaux (1806-1824)     | Joseph Doujat (1766-1824) 3e baron d'Empeaux (1806-1824)     |                                                              |                                                              | Bernarde de Lasserre (1778-1865) baronne d'Empeaux (1806-1824) | Bernarde de Lasserre (1778-1865) baronne d'Empeaux (1806-1824) | Bernarde de Lasserre (1778-1865) baronne d'Empeaux (1806-1824) | Bernarde de Lasserre (1778-1865) baronne d'Empeaux (1806-1824) | Bernarde de Lasserre (1778-1865) baronne d'Empeaux (1806-1824) | Bernarde de Lasserre (1778-1865) baronne d'Empeaux (1806-1824) |                                                          |                                                          |                                                          |                                                          |                                                          |                                                          |                                                           |                                                           |                                                           |                                                           |                                                           |                                                           |
|  |  |                                                           |                                                           |                                                                              |                                                                              |                                                                              |                                                                              |                                                                              |                                                                              |                                                                |                                                                |                                                              |                                                              |                                                              |                                                              |                                                                |                                                                |                                                                |                                                                |                                                                |                                                                |                                                          |                                                          |                                                          |                                                          |                                                          |                                                          |                                                           |                                                           |                                                           |                                                           |                                                           |                                                           |
|  |  |                                                           |                                                           |                                                                              |                                                                              |                                                                              |                                                                              |                                                                              |                                                                              |                                                                |                                                                |                                                              |                                                              |                                                              |                                                              |                                                                |                                                                |                                                                |                                                                |                                                                |                                                                |                                                          |                                                          |                                                          |                                                          |                                                          |                                                          |                                                           |                                                           |                                                           |                                                           |                                                           |                                                           |
|  |  | Marie Dadvisard (1810-1872) baronne d'Empeaux (1831-1872) | Marie Dadvisard (1810-1872) baronne d'Empeaux (1831-1872) | Marie Dadvisard (1810-1872) baronne d'Empeaux (1831-1872)                    | Marie Dadvisard (1810-1872) baronne d'Empeaux (1831-1872)                    | Marie Dadvisard (1810-1872) baronne d'Empeaux (1831-1872)                    | Marie Dadvisard (1810-1872) baronne d'Empeaux (1831-1872)                    |                                                                              |                                                                              | Henri Doujat (1800-1876) 4e baron d'Empeaux (1824-1876)        | Henri Doujat (1800-1876) 4e baron d'Empeaux (1824-1876)        | Henri Doujat (1800-1876) 4e baron d'Empeaux (1824-1876)      | Henri Doujat (1800-1876) 4e baron d'Empeaux (1824-1876)      | Henri Doujat (1800-1876) 4e baron d'Empeaux (1824-1876)      | Henri Doujat (1800-1876) 4e baron d'Empeaux (1824-1876)      |                                                                |                                                                | Leopold Doujat (1808-1868)                                     | Leopold Doujat (1808-1868)                                     | Leopold Doujat (1808-1868)                                     | Leopold Doujat (1808-1868)                                     | Leopold Doujat (1808-1868)                               | Leopold Doujat (1808-1868)                               |                                                          |                                                          | Marie de la Rochelambert (1815-1889)                     | Marie de la Rochelambert (1815-1889)                     | Marie de la Rochelambert (1815-1889)                      | Marie de la Rochelambert (1815-1889)                      | Marie de la Rochelambert (1815-1889)                      | Marie de la Rochelambert (1815-1889)                      |                                                           |                                                           |
|  |  | Marie Dadvisard (1810-1872) baronne d'Empeaux (1831-1872) | Marie Dadvisard (1810-1872) baronne d'Empeaux (1831-1872) | Marie Dadvisard (1810-1872) baronne d'Empeaux (1831-1872)                    | Marie Dadvisard (1810-1872) baronne d'Empeaux (1831-1872)                    | Marie Dadvisard (1810-1872) baronne d'Empeaux (1831-1872)                    | Marie Dadvisard (1810-1872) baronne d'Empeaux (1831-1872)                    |                                                                              |                                                                              | Henri Doujat (1800-1876) 4e baron d'Empeaux (1824-1876)        | Henri Doujat (1800-1876) 4e baron d'Empeaux (1824-1876)        | Henri Doujat (1800-1876) 4e baron d'Empeaux (1824-1876)      | Henri Doujat (1800-1876) 4e baron d'Empeaux (1824-1876)      | Henri Doujat (1800-1876) 4e baron d'Empeaux (1824-1876)      | Henri Doujat (1800-1876) 4e baron d'Empeaux (1824-1876)      |                                                                |                                                                | Leopold Doujat (1808-1868)                                     | Leopold Doujat (1808-1868)                                     | Leopold Doujat (1808-1868)                                     | Leopold Doujat (1808-1868)                                     | Leopold Doujat (1808-1868)                               | Leopold Doujat (1808-1868)                               |                                                          |                                                          | Marie de la Rochelambert (1815-1889)                     | Marie de la Rochelambert (1815-1889)                     | Marie de la Rochelambert (1815-1889)                      | Marie de la Rochelambert (1815-1889)                      | Marie de la Rochelambert (1815-1889)                      | Marie de la Rochelambert (1815-1889)                      |                                                           |                                                           |
|  |  |                                                           |                                                           |                                                                              |                                                                              |                                                                              |                                                                              |                                                                              |                                                                              |                                                                |                                                                |                                                              |                                                              |                                                              |                                                              |                                                                |                                                                |                                                                |                                                                |                                                                |                                                                |                                                          |                                                          |                                                          |                                                          |                                                          |                                                          |                                                           |                                                           |                                                           |                                                           |                                                           |                                                           |
|  |  |                                                           |                                                           |                                                                              |                                                                              |                                                                              |                                                                              |                                                                              |                                                                              |                                                                |                                                                |                                                              |                                                              |                                                              |                                                              |                                                                |                                                                |                                                                |                                                                |                                                                |                                                                |                                                          |                                                          |                                                          |                                                          |                                                          |                                                          |                                                           |                                                           |                                                           |                                                           |                                                           |                                                           |
|  |  |                                                           |                                                           | Catherine Bertrand (1861-1942) baronne d'Empeaux (1891-1906)                 | Catherine Bertrand (1861-1942) baronne d'Empeaux (1891-1906)                 | Catherine Bertrand (1861-1942) baronne d'Empeaux (1891-1906)                 | Catherine Bertrand (1861-1942) baronne d'Empeaux (1891-1906)                 | Catherine Bertrand (1861-1942) baronne d'Empeaux (1891-1906)                 | Catherine Bertrand (1861-1942) baronne d'Empeaux (1891-1906)                 |                                                                |                                                                | Henry Doujat (1840-1906) 5e baron d'Empeaux (1876-1906)      | Henry Doujat (1840-1906) 5e baron d'Empeaux (1876-1906)      | Henry Doujat (1840-1906) 5e baron d'Empeaux (1876-1906)      | Henry Doujat (1840-1906) 5e baron d'Empeaux (1876-1906)      | Henry Doujat (1840-1906) 5e baron d'Empeaux (1876-1906)        | Henry Doujat (1840-1906) 5e baron d'Empeaux (1876-1906)        |                                                                |                                                                | Blanche d'Aignan (1815-1889)                                   | Blanche d'Aignan (1815-1889)                                   | Blanche d'Aignan (1815-1889)                             | Blanche d'Aignan (1815-1889)                             | Blanche d'Aignan (1815-1889)                             | Blanche d'Aignan (1815-1889)                             |                                                          |                                                          | Prosper Doujat (1841-1909) 6e baron d'Empeaux (1906-1909) | Prosper Doujat (1841-1909) 6e baron d'Empeaux (1906-1909) | Prosper Doujat (1841-1909) 6e baron d'Empeaux (1906-1909) | Prosper Doujat (1841-1909) 6e baron d'Empeaux (1906-1909) | Prosper Doujat (1841-1909) 6e baron d'Empeaux (1906-1909) | Prosper Doujat (1841-1909) 6e baron d'Empeaux (1906-1909) |
|  |  |                                                           |                                                           | Catherine Bertrand (1861-1942) baronne d'Empeaux (1891-1906)                 | Catherine Bertrand (1861-1942) baronne d'Empeaux (1891-1906)                 | Catherine Bertrand (1861-1942) baronne d'Empeaux (1891-1906)                 | Catherine Bertrand (1861-1942) baronne d'Empeaux (1891-1906)                 | Catherine Bertrand (1861-1942) baronne d'Empeaux (1891-1906)                 | Catherine Bertrand (1861-1942) baronne d'Empeaux (1891-1906)                 |                                                                |                                                                | Henry Doujat (1840-1906) 5e baron d'Empeaux (1876-1906)      | Henry Doujat (1840-1906) 5e baron d'Empeaux (1876-1906)      | Henry Doujat (1840-1906) 5e baron d'Empeaux (1876-1906)      | Henry Doujat (1840-1906) 5e baron d'Empeaux (1876-1906)      | Henry Doujat (1840-1906) 5e baron d'Empeaux (1876-1906)        | Henry Doujat (1840-1906) 5e baron d'Empeaux (1876-1906)        |                                                                |                                                                | Blanche d'Aignan (1815-1889)                                   | Blanche d'Aignan (1815-1889)                                   | Blanche d'Aignan (1815-1889)                             | Blanche d'Aignan (1815-1889)                             | Blanche d'Aignan (1815-1889)                             | Blanche d'Aignan (1815-1889)                             |                                                          |                                                          | Prosper Doujat (1841-1909) 6e baron d'Empeaux (1906-1909) | Prosper Doujat (1841-1909) 6e baron d'Empeaux (1906-1909) | Prosper Doujat (1841-1909) 6e baron d'Empeaux (1906-1909) | Prosper Doujat (1841-1909) 6e baron d'Empeaux (1906-1909) | Prosper Doujat (1841-1909) 6e baron d'Empeaux (1906-1909) | Prosper Doujat (1841-1909) 6e baron d'Empeaux (1906-1909) |
|  |  |                                                           |                                                           |                                                                              |                                                                              |                                                                              |                                                                              |                                                                              |                                                                              |                                                                |                                                                |                                                              |                                                              |                                                              |                                                              |                                                                |                                                                |                                                                |                                                                |                                                                |                                                                |                                                          |                                                          |                                                          |                                                          |                                                          |                                                          |                                                           |                                                           |                                                           |                                                           |                                                           |                                                           |
|  |  |                                                           |                                                           |                                                                              |                                                                              |                                                                              |                                                                              |                                                                              |                                                                              |                                                                |                                                                |                                                              |                                                              | Elisabeth d'Espouy (1884-1930) baronne d'Empeaux (1910-1930) | Elisabeth d'Espouy (1884-1930) baronne d'Empeaux (1910-1930) | Elisabeth d'Espouy (1884-1930) baronne d'Empeaux (1910-1930)   | Elisabeth d'Espouy (1884-1930) baronne d'Empeaux (1910-1930)   | Elisabeth d'Espouy (1884-1930) baronne d'Empeaux (1910-1930)   | Elisabeth d'Espouy (1884-1930) baronne d'Empeaux (1910-1930)   |                                                                |                                                                | Joseph Doujat (1883-1935) 7e baron d'Empeaux (1909-1935) | Joseph Doujat (1883-1935) 7e baron d'Empeaux (1909-1935) | Joseph Doujat (1883-1935) 7e baron d'Empeaux (1909-1935) | Joseph Doujat (1883-1935) 7e baron d'Empeaux (1909-1935) | Joseph Doujat (1883-1935) 7e baron d'Empeaux (1909-1935) | Joseph Doujat (1883-1935) 7e baron d'Empeaux (1909-1935) |                                                           |                                                           |                                                           |                                                           |                                                           |                                                           |
|  |  |                                                           |                                                           |                                                                              |                                                                              |                                                                              |                                                                              |                                                                              |                                                                              |                                                                |                                                                |                                                              |                                                              | Elisabeth d'Espouy (1884-1930) baronne d'Empeaux (1910-1930) | Elisabeth d'Espouy (1884-1930) baronne d'Empeaux (1910-1930) | Elisabeth d'Espouy (1884-1930) baronne d'Empeaux (1910-1930)   | Elisabeth d'Espouy (1884-1930) baronne d'Empeaux (1910-1930)   | Elisabeth d'Espouy (1884-1930) baronne d'Empeaux (1910-1930)   | Elisabeth d'Espouy (1884-1930) baronne d'Empeaux (1910-1930)   |                                                                |                                                                | Joseph Doujat (1883-1935) 7e baron d'Empeaux (1909-1935) | Joseph Doujat (1883-1935) 7e baron d'Empeaux (1909-1935) | Joseph Doujat (1883-1935) 7e baron d'Empeaux (1909-1935) | Joseph Doujat (1883-1935) 7e baron d'Empeaux (1909-1935) | Joseph Doujat (1883-1935) 7e baron d'Empeaux (1909-1935) | Joseph Doujat (1883-1935) 7e baron d'Empeaux (1909-1935) |                                                           |                                                           |                                                           |                                                           |                                                           |                                                           |
|  |  |                                                           |                                                           |                                                                              |                                                                              |                                                                              |                                                                              |                                                                              |                                                                              |                                                                |                                                                |                                                              |                                                              |                                                              |                                                              |                                                                |                                                                |                                                                |                                                                |                                                                |                                                                |                                                          |                                                          |                                                          |                                                          |                                                          |                                                          |                                                           |                                                           |                                                           |                                                           |                                                           |                                                           |
|  |  |                                                           |                                                           |                                                                              |                                                                              |                                                                              |                                                                              |                                                                              |                                                                              |                                                                |                                                                | Gilberte Bousquié (1918-2012) baronne d'Empeaux (1941-2002)  | Gilberte Bousquié (1918-2012) baronne d'Empeaux (1941-2002)  | Gilberte Bousquié (1918-2012) baronne d'Empeaux (1941-2002)  | Gilberte Bousquié (1918-2012) baronne d'Empeaux (1941-2002)  | Gilberte Bousquié (1918-2012) baronne d'Empeaux (1941-2002)    | Gilberte Bousquié (1918-2012) baronne d'Empeaux (1941-2002)    |                                                                |                                                                | Jean Doujat (1911-2002) 8e baron d'Empeaux (1935-2002)         | Jean Doujat (1911-2002) 8e baron d'Empeaux (1935-2002)         | Jean Doujat (1911-2002) 8e baron d'Empeaux (1935-2002)   | Jean Doujat (1911-2002) 8e baron d'Empeaux (1935-2002)   | Jean Doujat (1911-2002) 8e baron d'Empeaux (1935-2002)   | Jean Doujat (1911-2002) 8e baron d'Empeaux (1935-2002)   |                                                          |                                                          |                                                           |                                                           |                                                           |                                                           |                                                           |                                                           |
|  |  |                                                           |                                                           |                                                                              |                                                                              |                                                                              |                                                                              |                                                                              |                                                                              |                                                                |                                                                | Gilberte Bousquié (1918-2012) baronne d'Empeaux (1941-2002)  | Gilberte Bousquié (1918-2012) baronne d'Empeaux (1941-2002)  | Gilberte Bousquié (1918-2012) baronne d'Empeaux (1941-2002)  | Gilberte Bousquié (1918-2012) baronne d'Empeaux (1941-2002)  | Gilberte Bousquié (1918-2012) baronne d'Empeaux (1941-2002)    | Gilberte Bousquié (1918-2012) baronne d'Empeaux (1941-2002)    |                                                                |                                                                | Jean Doujat (1911-2002) 8e baron d'Empeaux (1935-2002)         | Jean Doujat (1911-2002) 8e baron d'Empeaux (1935-2002)         | Jean Doujat (1911-2002) 8e baron d'Empeaux (1935-2002)   | Jean Doujat (1911-2002) 8e baron d'Empeaux (1935-2002)   | Jean Doujat (1911-2002) 8e baron d'Empeaux (1935-2002)   | Jean Doujat (1911-2002) 8e baron d'Empeaux (1935-2002)   |                                                          |                                                          |                                                           |                                                           |                                                           |                                                           |                                                           |                                                           |

## Armes, titres
| Blason | Blasonnement : D'azur au griffon d'or, courroné de même Commentaires : Armoiries de la famille Doujat avec pour cimier un griffon naissant et pour support 2 griffons de même d'apès J.P. de Montchal |

| Blason | Blasonnement : D'azur au griffon d'or, courroné de même Commentaires : blason principal de la famille Doujat |

| Blason | Blasonnement : D'azur au griffon d'or, au chef d'argent chargé de 3 roses de gueules Commentaires : blason de la branche de Pierre Doujat (Autre branche) - Armorial de JP. Rietstap |

| Blason | Blasonnement : D'azur au chef d'argent chargé de 3 roses de gueules Commentaires : Blason de la famille Doujat (variante 2) pour une branche d'Ile-de-France - Armorial de JP. Rietstap |

| Blason | Blasonnement : D'argent au griffon rampant de sable, courroné de même Commentaires : Blason de la famille Doujat (variante 3) pour une branche de Toulouse - Grand armorial de France - H. Jougla |

- Titre : baron d'Empeaux (titre de courtoisie)

## Demeures et châteaux
Plusieurs châteaux ont été la propriété de la famille Doujat.

### Château des Arcs
Classé MH (1875)
Le château des Arcs est situé dans la commune de Cachan dans le Val-de-Marne au sein de la région Île-de-France. Il est aussi connu sous les noms de Fief des Arcs, Château de Provigny et Maison Renaissance. Il a été classé monument historique en 1875, et est décrit au sein de  la base Mérimée dans la notice IA94000383,.
Sur un ancien domaine royal, ayant notamment appartenu à Louis Ier duc d'Anjou, subsistent les vestiges des arcs de l'ancien aqueduc romain de Lutèce. En 1548, Claude d'Aligre, trésorier des Menus-Plaisirs du roi François Ier, fait construire le château des Arcs en s'appuyant sur ces vestiges, plus précisément 3 piles et une portion d'arc,,. 4 générations plus tard, son arrière arrière petite-fille fille Marie Madeleine Tiraqueau hérite du château, et épouse François Doujat, Maître d'hôtel du roi. Le château entre ainsi dans la famille Doujat en 1660. Il y restera pendant près de 100 ans. À cette époque, sont construits et accolés au sud du château, à l'ouest un logis en L et à l'est un bâtiment à vocation agricole. François Doujat possède le titre de Seigneur des Arcs et d'Anjou. C'est son fils Joseph Doujat, conseiller au Châtelet, qui hérite du château. À son décès en 1753, c'est son neveu Jean Joseph Le Boindre, conseiller au Parlement de Paris, qui prend possession du château et le conserve jusqu'à sa vente en 1756 à l'orfèvre René Deleinte (selon l'orthographe rencontré sur les actes de cette époque, alors que des écrits récents donnent l'orthographe Delinthe).
Le château est de style Renaissance et a été construit en moellons de calcaire. Il est se trouve au pied de l'aqueduc Médicis, lui-même surmonté du pont-aqueduc Belgrand. Il abrite aujourd'hui le Conservatoire de musique de la ville de Cachan.

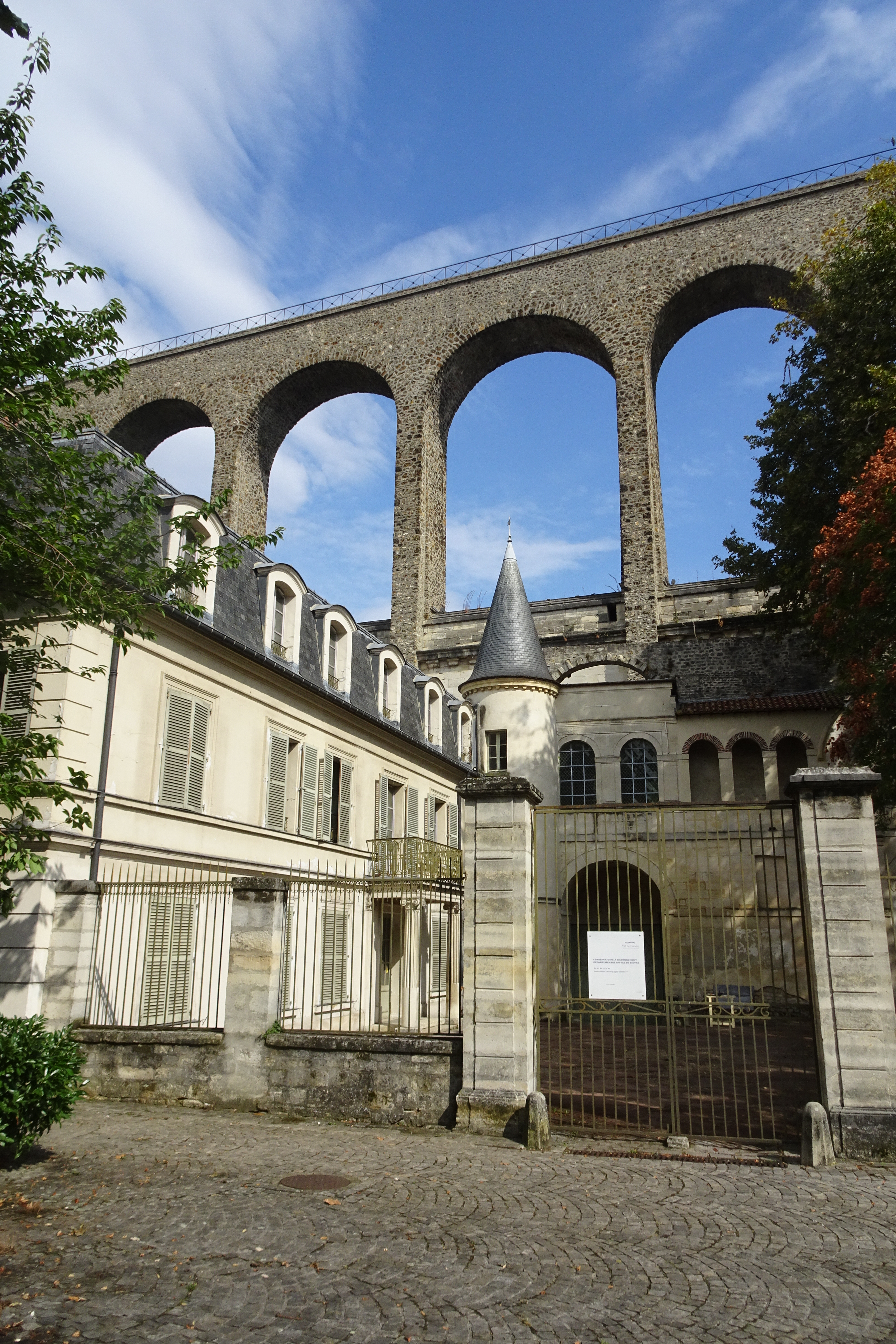
Façade sud sous le pont-aqueduc Belgrand.
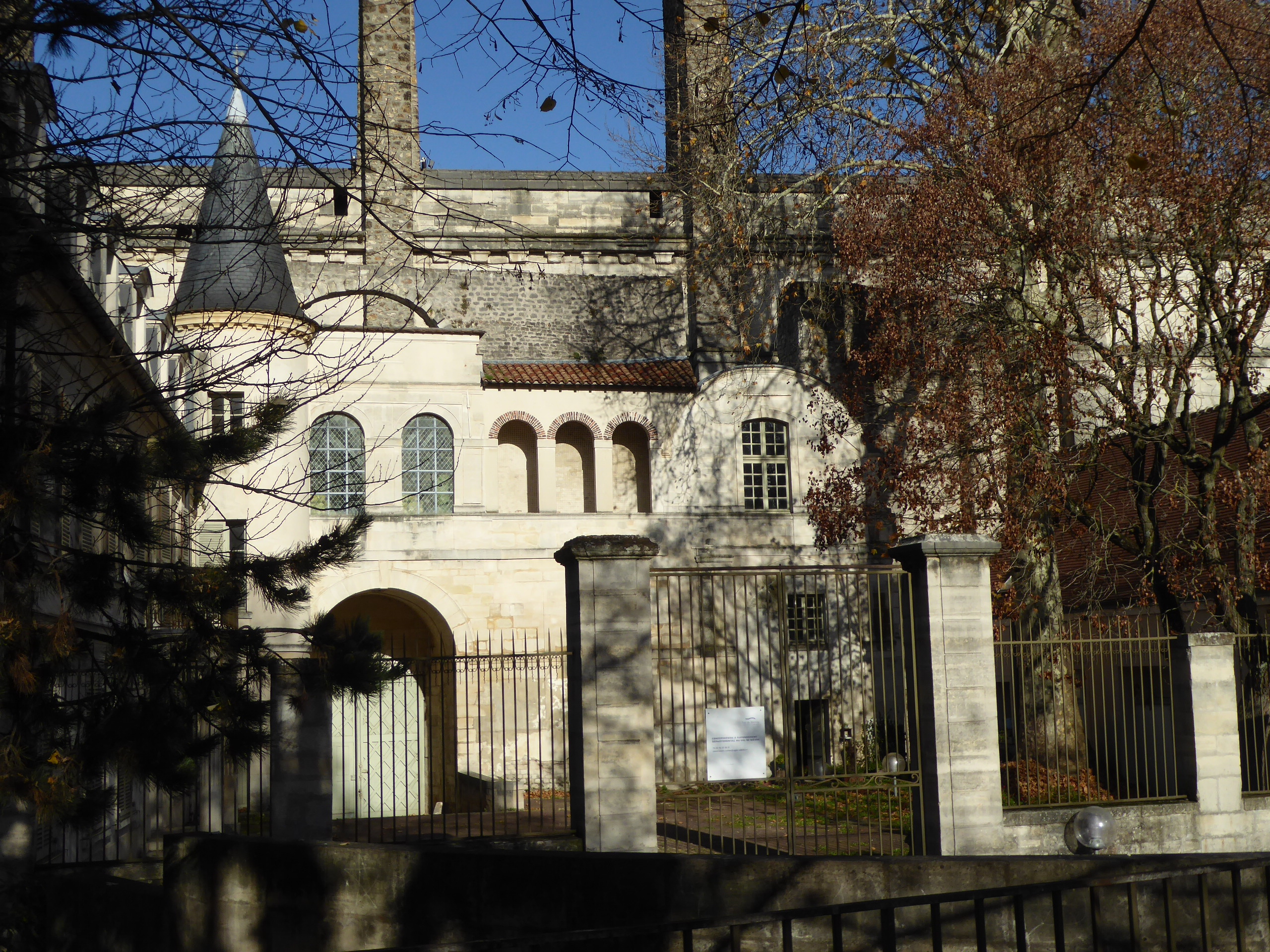
Façade sud.
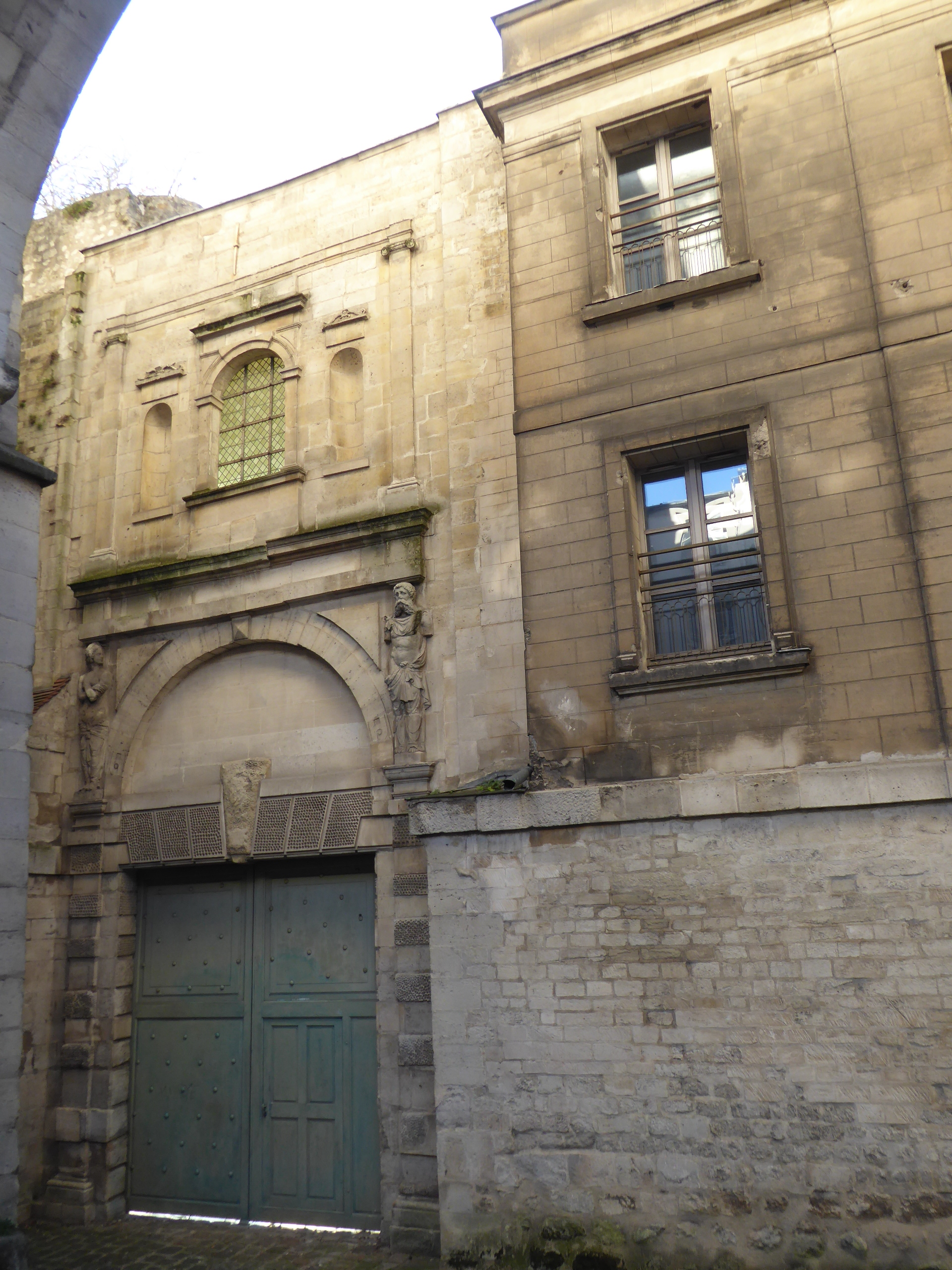
Façade nord.

### Château Doujat
Site classé (1944)
Le château Doujat est situé dans l'ancien village de Saint-Martin-du-Touch, aujourd'hui intégré à la ville de Toulouse en Haute-Garonne dans la région Occitanie. Il est dans le cœur historique du village, qui porte toujours le nom de quartier Doujat (sur les cartes de Google Maps). Le château et son parc sont un des 9 sites classés de Toulouse  et l'un des 59 sites classés de Haute-Garonne, depuis un arrêté du 19 mai 1944.
Le château a été  construit au début du XVIe siècle par Jean d'Aussonne (✝ 1545),, conseiller au parlement de Toulouse. Deux générations plus tard, ç'est Marie d'Aussonne, la petite fille de ce dernier, qui en hérite vers 1580. Elle épouse Bernard Doujat, conseiller au parlement de Toulouse (avant d'en devenir le doyen), et fait ainsi entrer le château dans la famille Doujat. Il y restera sur huit générations pendant 300 ans. Le dernier propriétaire de la famille est Henri Doujat (1800 † 1876), magistrat et baron d'Empeaux. En 1878, c'est Adolphe Peyreigne qui rachète le château et y fait planter le parc. Le château appartient aujourd'hui à la famille Gante depuis 1935.
Le château de forme rectangulaire est en briques de terre cuite. Il possède une remarquable tour crénelée d'escalier de forme octogonale, accolée d'une tourelle qui permet d'accéder à sa terrasse.

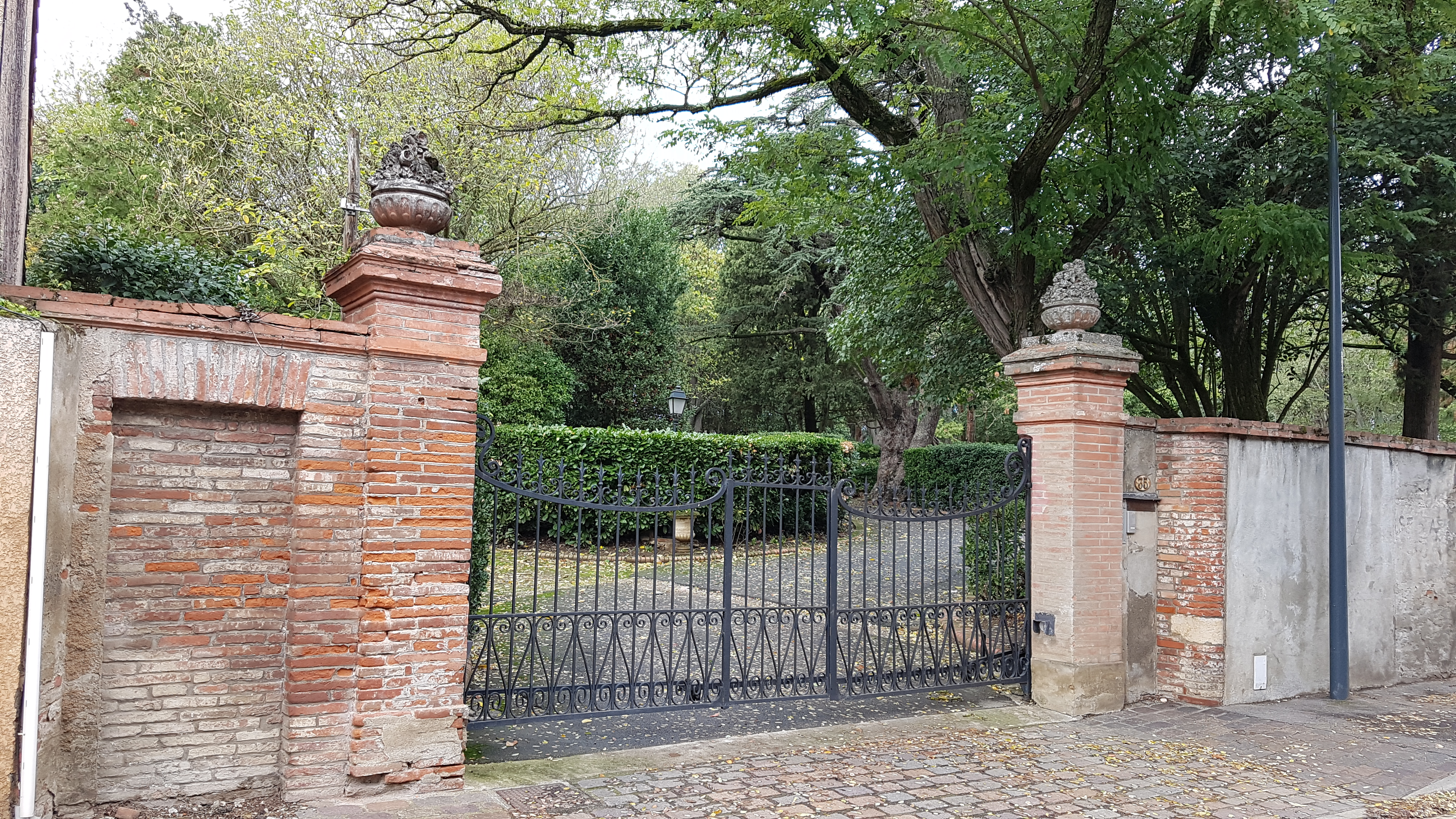
La grille d'entrée.
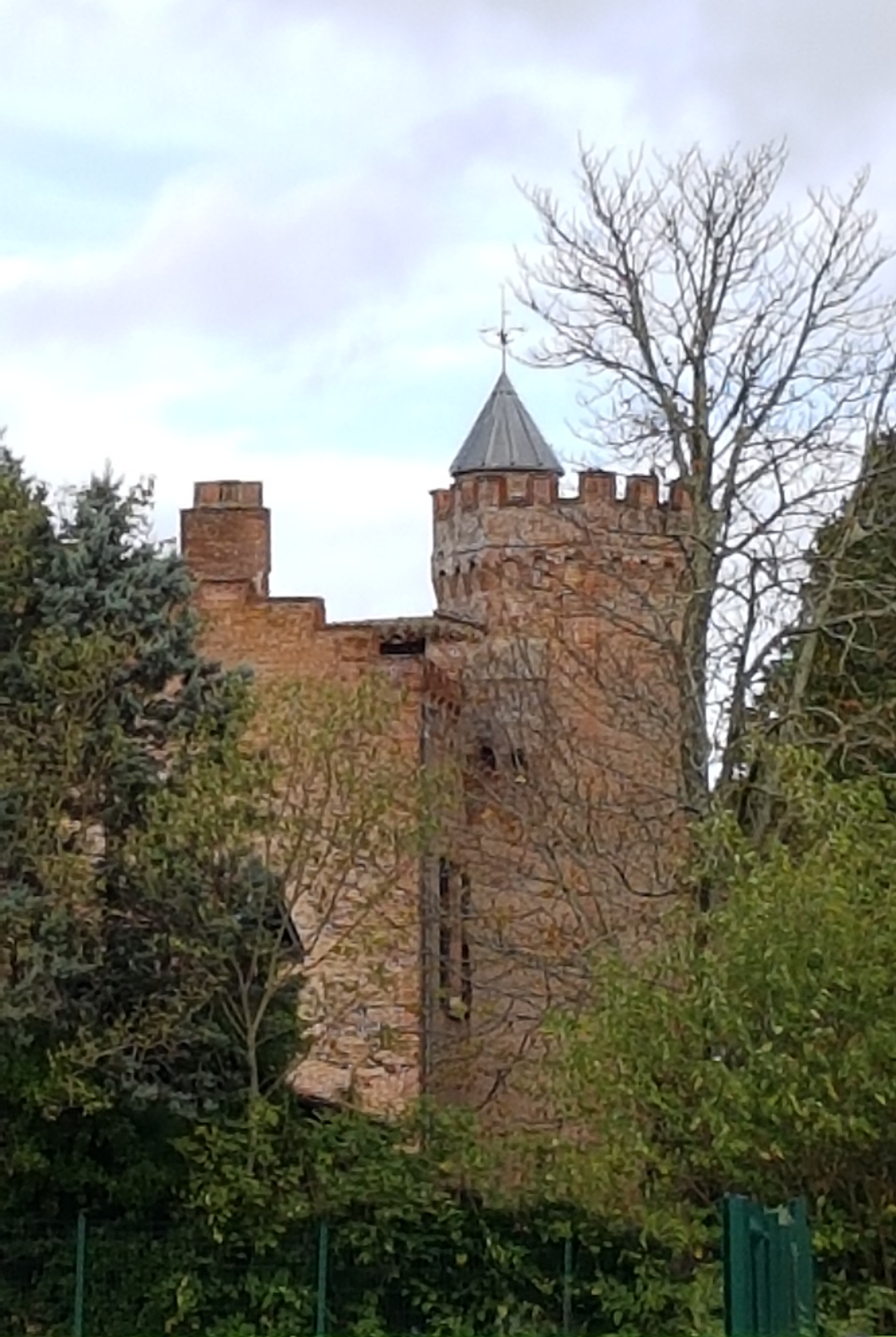
La tour.
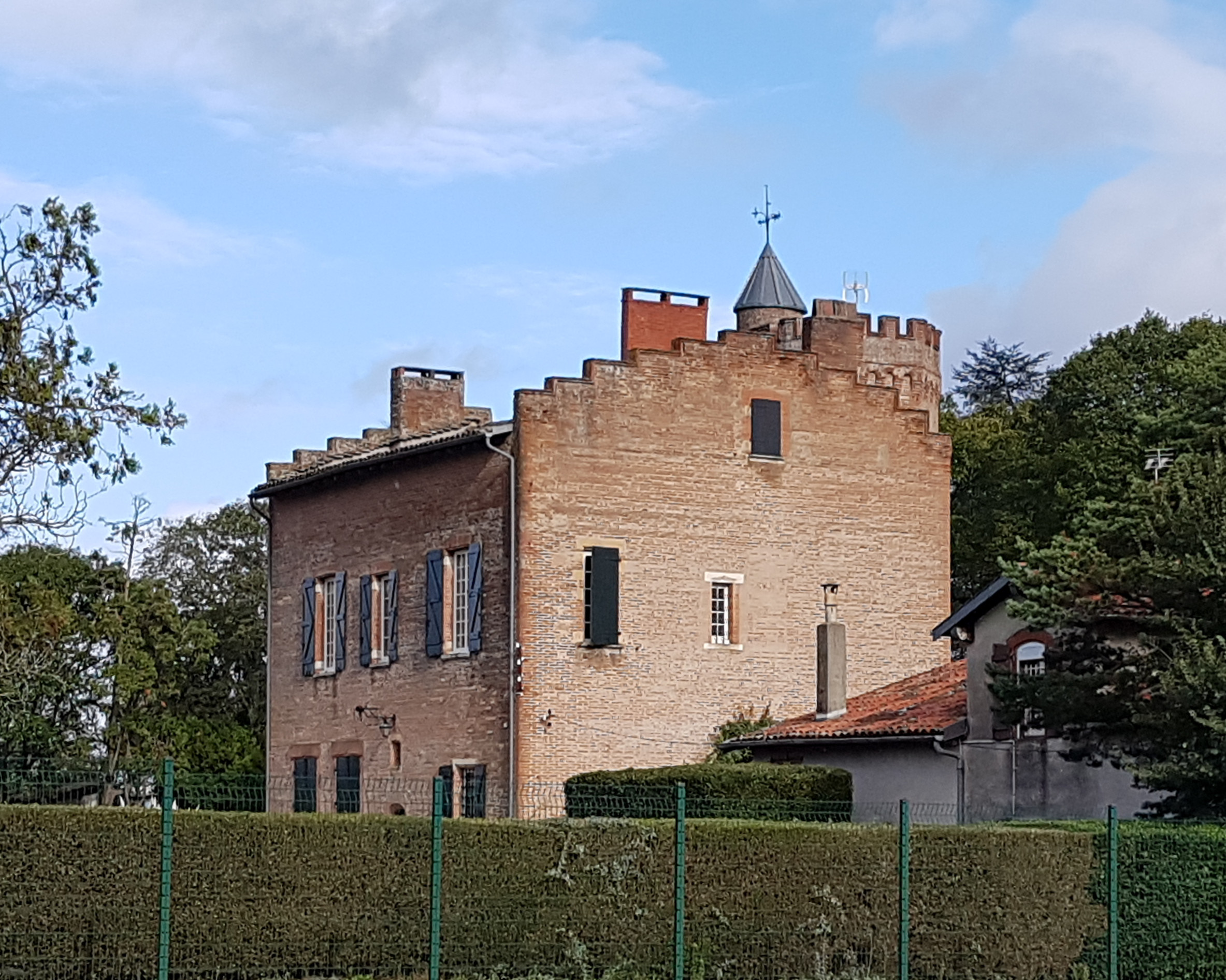
Vue de l'arrière.
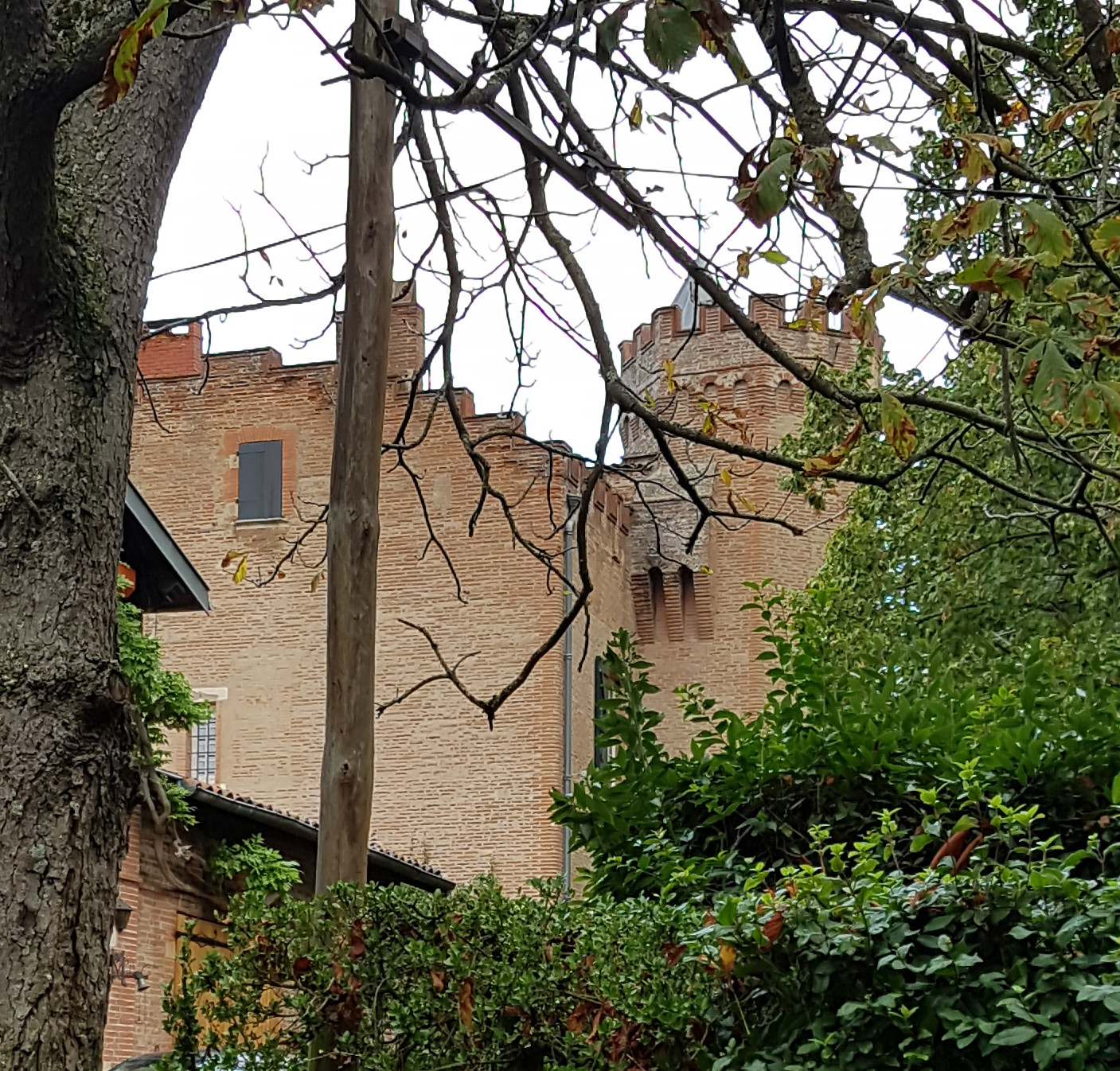
Vue du sud.

### Château d'Empeaux
Le château d’Empeaux est situé sur la commune d'Empeaux en Haute-Garonne, à 40 kilomètres à l'ouest de Toulouse. Il a été vraisemblablement construit à la fin du XVIe siècle par la famille Lambès. Il passe ensuite à la famille Cathala (ou Catellan), d'origine italienne. Au cours de la première moitié du XVIIIe le château revient à la famille Doujat avec Gabriel Bonaventure Doujat (1686-1747) qui est le premier Doujat à porter le titre de baron d'Empeaux. Puis c'est son fils Henri Joseph Doujat (1747-1806) qui reprend le château, où il décède le 15 mai 1806. Autour du château, ils possèdent 115 hectares de terre. En 1872, le château appartient encore aux Doujat, année où Victoire Armandine Dadvisard, l'épouse du 4e baron d'Empeaux, y décède. Le château passe ensuite à la famille du bijoutier toulousain Isidore Lautier. Il appartient aujourd'hui à la famille Gelis.
Le château de style Renaissance, est en briques de terre cuite. Il a été restauré dans un style médiéval cher à Viollet le Duc à la fin du XIXe siècle par Isidore Lautier. De forme rectangulaire, il possède 3 niveaux. Du côté de l'entrée on trouve à chaque extrémité une échauguette cylindrique en encorbellement.  Du côté jardin on trouve à chaque extrémité une tour carrée accolée à une échauguette cylindrique.

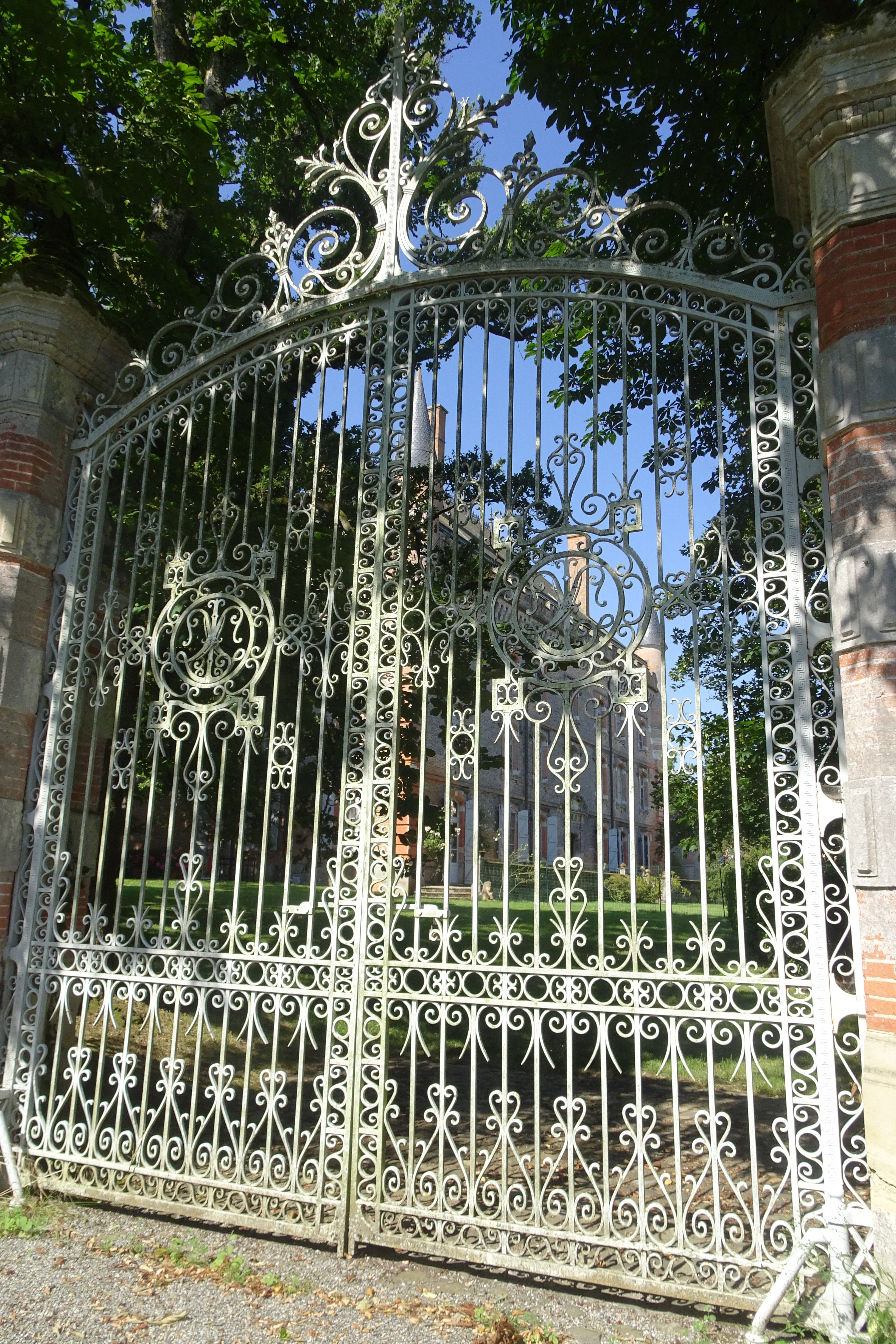
La grille.
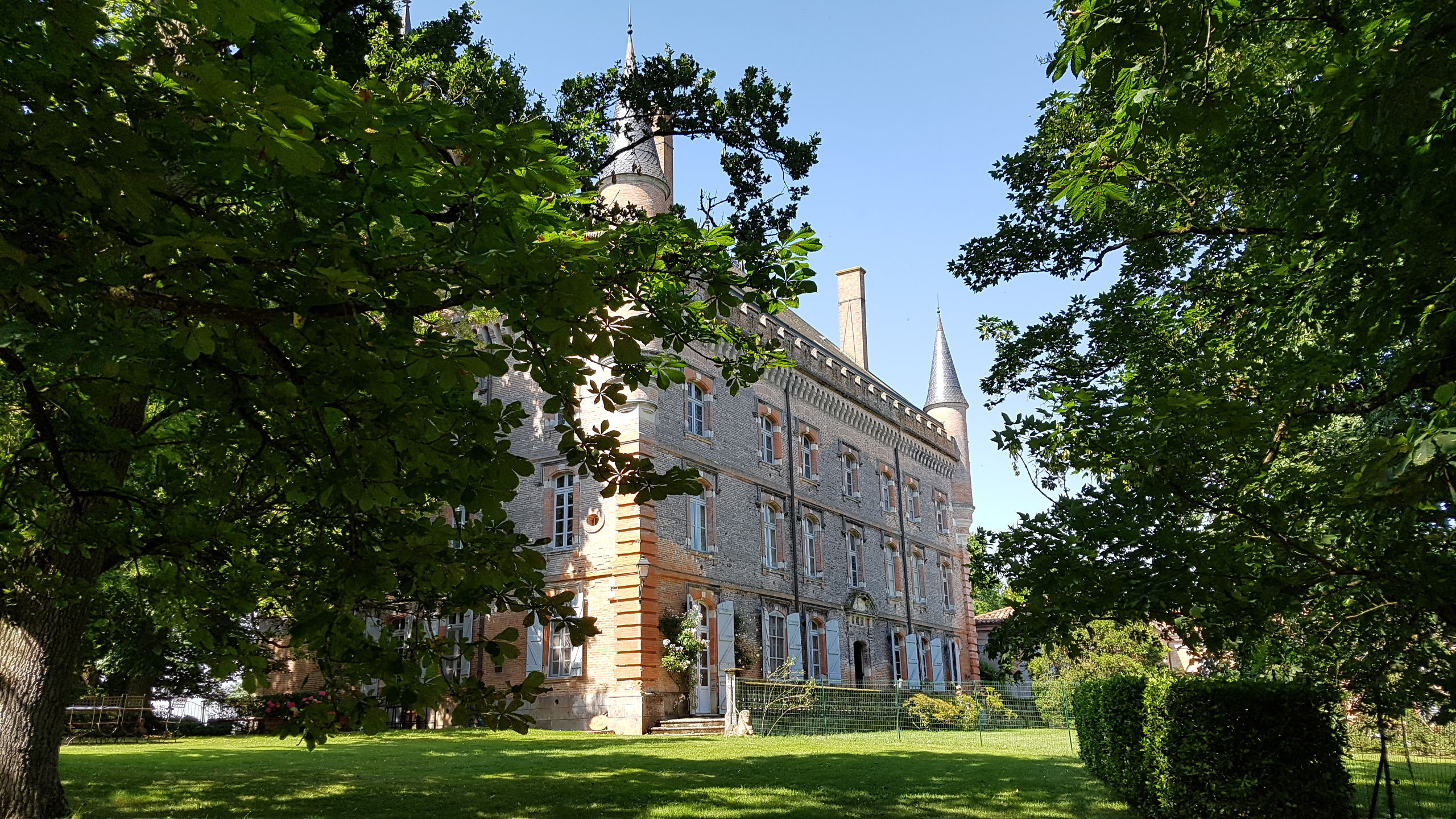
Vue du côté entrée.
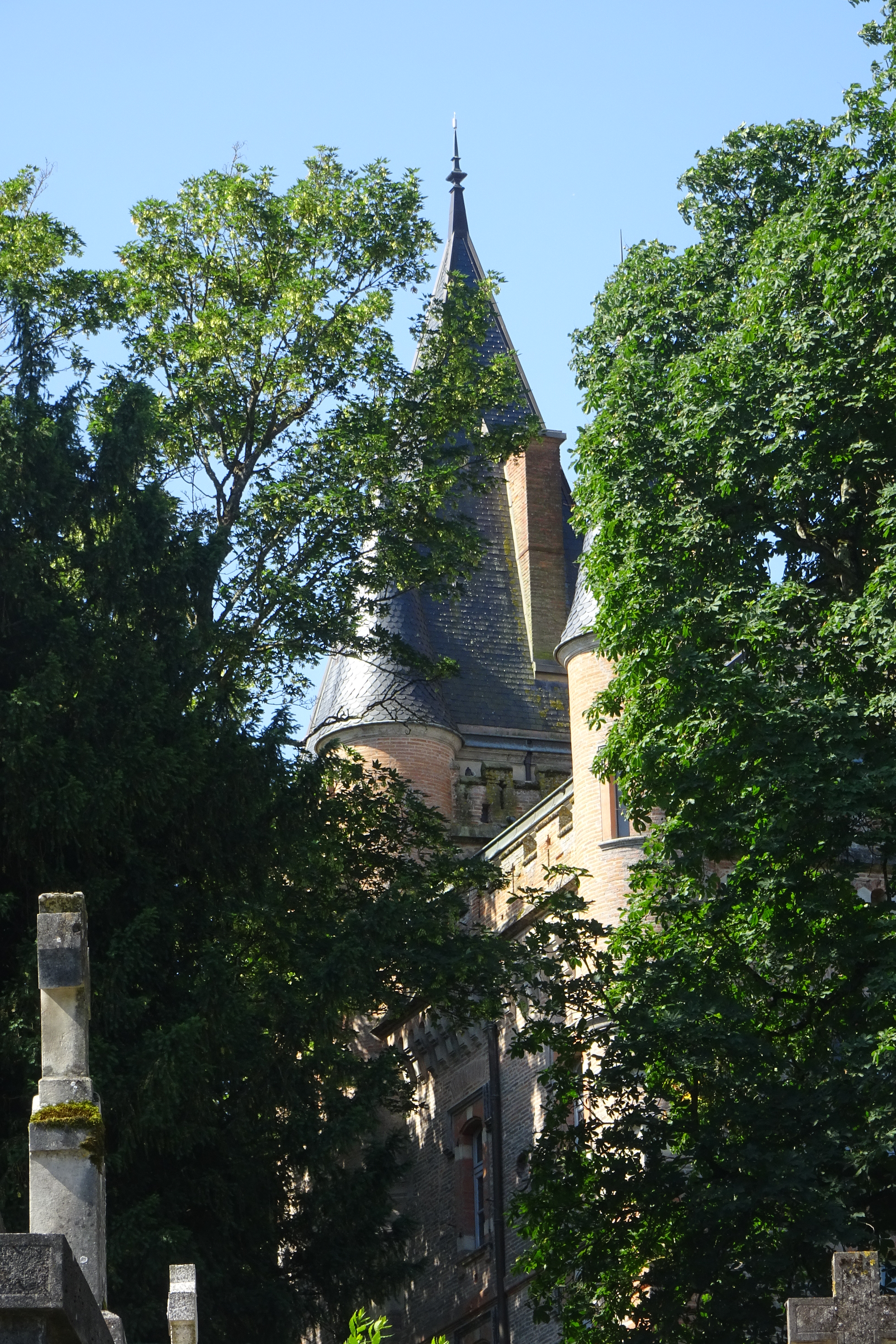
Le flanc est.
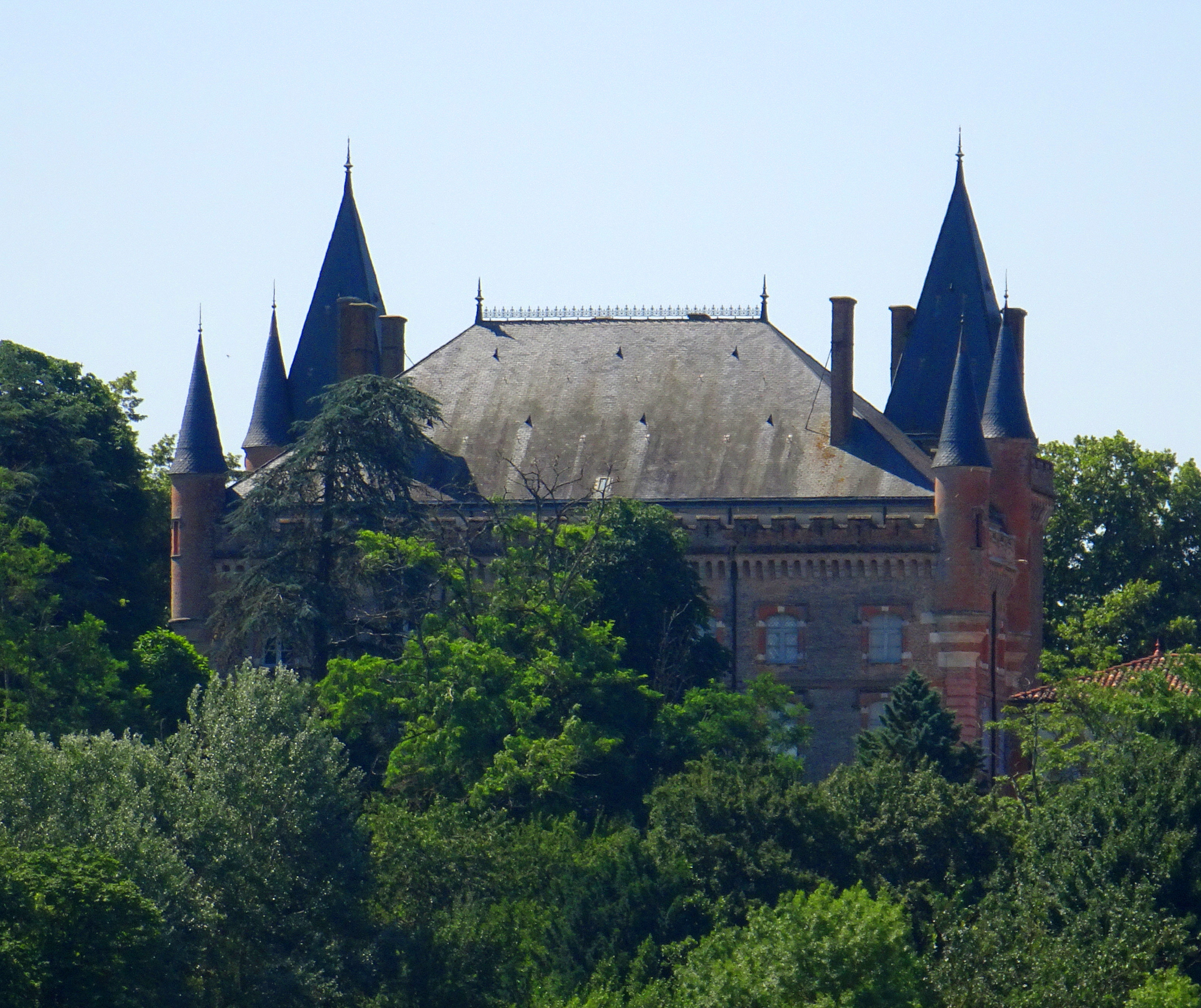
Les tours.

### Château d'Empaillon
Le château d'Empaillon est situé au lieu-dit Empaillon sur la commune d'Auch dans le  Gers. Il a appartenu à Jean Doujat (1911-2002), dernier baron d’Empeaux, qui le tenait de la famille de sa grand-mère paternelle Blanche d’Aignan.

## Postérité
En 1974, la ville de Toulouse a rebaptisé "le Chemin des Courses" en "rue Jean Doujat" ,. Elle a aussi donné le nom de "Place Jean Doujat" a une impasse qui donne sur la rue Jean Doujat.
Au siècle précédent, la "rue Léon Soulié" à Toulouse aurait porté le nom de "rue Doujat" (entre 1865 et 1878).
Enfin, le quartier qui entoure le château Doujat à Saint-Martin du Touch, porte encore aujourd'hui le nom de Quartier Doujat (sur les cartes Google maps).